# Список наград и номинаций Джессики Честейн
Дже́ссика Честе́йн (англ. Jessica Chastain) — американская актриса и продюсер. Дебют Честейн в полнометражном кино состоялся в 2008 году с выходом независимой драмы «Джолин», за роль в которой она получила награду за лучшую женскую роль на Международном кинофестивале в Сиэтле. Актриса совершила прорыв в 2011 году, снявшись в шести фильмах и получила широкое признание кинокритиков за роли в драмах «Укрытие», «Древо жизни» и «Прислуга». Роль начинающей светской львицы в «Прислуге» принесла ей номинации на премии «Оскар», BAFTA и «Золотой глобус» как лучшей актрисе второго плана. В следующем году Честейн исполнила роль аналитика ЦРУ в триллере Кэтрин Бигелоу «Цель номер один», который принёс ей премии «Золотой глобус» за лучшую женскую роль в драме и «Выбор критиков» за лучшую женскую роль, а также номинации на премии «Оскар» и BAFTA.
Роль непоколебимой жены главного героя в криминальной драме «Самый жестокий год» (2014) принесла Честейн премию Национального совета кинокритиков США за лучшую женскую роль второго плана и ещё одну номинацию на премию «Золотой глобус». За исполнение ролей астрофизика в научно-фантастической ленте Кристофера Нолана «Интерстеллар» (2014) и таинственной женщины в готическом фильме ужасов Гильермо дель Торо «Багровый пик» (2015), актриса выдвигалась на премию ««Сатурн» за лучшую женскую роль второго плана, виграв награду за роль в последнем. Также в 2015 году она была номинирована на премию «Сатурн» за лучшую женскую роль за роль астронавта в научно-фантастическом фильме «Марсианин». Дальнейшие номинации на премию «Золотой глобус» последовали благодаря исполнению ролей волевых женщин в драмах «Опасная игра Слоун» (2016) и «Большая игра» (2017), а также за роль несчастливой замужней женщины в мини-сериале «Сцены из супружеской жизни» (2021).
В 2021 году Честейн снялась в биографическом фильме «Глаза Тэмми Фэй», сыграв роль телеевангелиста Тэмми Фэй, за которую была отмечена премиями «Оскар», «Выбор критиков» и премией Гильдии киноактёров США за лучшую женскую роль. Она выиграла ещё одну премию Гильдии киноактёров США и получила свою первую номинацию на телевизионную премию «Эмми» в категории «Лучшая женскую роль в мини-сериале или фильме» за роль кантри-певицы Тэмми Уайнетт в мини-сериале «Джордж и Тэмми» (2022). В 2023 году Честейн исполнила главную роль в возрождённой постановке «Кукольный дом» на Бродвее, которая принесла актрисе премию «Драма Деск» за лучшую главную роль в пьесе, а также номинацию на премию «Тони» за лучшую женскую роль в пьесе.

## Награды и номинации
| Награда                                        | Год  | Категория                                                 | Работа                                                                         | Результат | Ист.          |
| ---------------------------------------------- | ---- | --------------------------------------------------------- | ------------------------------------------------------------------------------ | --------- | ------------- |
| Международная премия AACTA                     | 2013 | «Лучшая женская роль»                                     | «Цель номер один»                                                              | Номинация | [ 17 ]        |
| «Оскар»                                        | 2012 | «Лучшая женская роль второго плана»                       | «Прислуга»                                                                     | Номинация | [ 18 ]        |
| «Оскар»                                        | 2013 | «Лучшая женская роль»                                     | «Цель номер один»                                                              | Номинация | [ 19 ]        |
| «Оскар»                                        | 2022 | «Лучшая женская роль»                                     | «Глаза Тэмми Фэй»                                                              | Победа    | [ 20 ]        |
| Альянс женщин-киножурналистов                  | 2012 | «Лучшая женская роль второго плана»                       | «Прислуга»                                                                     | Номинация | [ 21 ]        |
| Альянс женщин-киножурналистов                  | 2012 | «Лучший актёрский состав»                                 | «Прислуга»                                                                     | Номинация | [ 21 ]        |
| Альянс женщин-киножурналистов                  | 2012 | «Лучшая прорывная роль»                                   | «Древо жизни»                                                                  | Номинация | [ 21 ]        |
| Альянс женщин-киножурналистов                  | 2012 | «Выдающиеся достижения женщины в киноиндустрии»           | —                                                                              | Победа    | [ 22 ]        |
| Альянс женщин-киножурналистов                  | 2013 | «Лучшая женская роль»                                     | «Цель номер один»                                                              | Победа    | [ 23 ]        |
| Альянс женщин-киножурналистов                  | 2013 | Премия за гуманитарный активизм — «Женская икона»         | «Цель номер один»                                                              | Победа    | [ 23 ]        |
| Альянс женщин-киножурналистов                  | 2013 | Премия «Незабываемый момент»                              | «Цель номер один»                                                              | Победа    | [ 23 ]        |
| Альянс женщин-киножурналистов                  | 2016 | «Самое смелое выступление»                                | «Опасная игра Слоун»                                                           | Номинация | [ 24 ]        |
| Альянс женщин-киножурналистов                  | 2022 | «Лучшая женская роль»                                     | «Глаза Тэмми Фэй»                                                              | Номинация | [ 25 ]        |
| Американская Синематека                        | 2024 | Премия Американской Синематеки                            | —                                                                              | Победа    | [ 26 ]        |
| Премия «Астра» в области телевидения           | 2024 | «Лучшая актриса в телефильме, мини-сериале или антологии» | «Джордж и Тэмми»                                                               | Победа    | [ 27 ]        |
| Ассоциациия кинокритиков Остина                | 2011 | «Лучшая женская роль второго плана»                       | «Укрытие»                                                                      | Победа    | [ 28 ]        |
| Ассоциациия кинокритиков Остина                | 2011 | «Прорыв года»                                             | «Кориолан» «Расплата» «Прислуга» «Укрытие» «Поля» «Древо жизни»                | Победа    | [ 28 ]        |
| Премия Black Reel                              | 2012 | «Лучший актёрский состав»                                 | «Прислуга»                                                                     | Победа    | [ 29 ]        |
| BAFTA                                          | 2012 | «Лучшая женская роль второго плана»                       | «Прислуга»                                                                     | Номинация | [ 30 ]        |
| BAFTA                                          | 2013 | «Лучшая женская роль»                                     | «Цель номер один»                                                              | Номинация | [ 31 ]        |
| Ассоциация кинокритиков Чикаго                 | 2011 | «Лучшая женская роль второго плана»                       | «Древо жизни»                                                                  | Победа    | [ 32 ]        |
| Ассоциация кинокритиков Чикаго                 | 2012 | «Лучшая женская роль»                                     | «Цель номер один»                                                              | Победа    | [ 33 ]        |
| Ассоциация кинокритиков Чикаго                 | 2014 | «Лучшая женская роль второго плана»                       | «Самый жестокий год»                                                           | Номинация | [ 34 ]        |
| Ассоциация кинокритиков Чикаго                 | 2022 | «Лучшая женская роль»                                     | «Глаза Тэмми Фэй»                                                              | Номинация | [ 35 ] [ 36 ] |
| «Выбор критиков»                               | 2012 | «Лучшая женская роль второго плана»                       | «Прислуга»                                                                     | Номинация | [ 37 ]        |
| «Выбор критиков»                               | 2012 | «Лучший актёрский состав»                                 | «Прислуга»                                                                     | Победа    | [ 37 ]        |
| «Выбор критиков»                               | 2013 | «Лучшая женская роль»                                     | «Цель номер один»                                                              | Победа    | [ 6 ]         |
| «Выбор критиков»                               | 2015 | «Лучшая женская роль второго плана»                       | «Самый жестокий год»                                                           | Номинация | [ 38 ]        |
| «Выбор критиков»                               | 2015 | «Самый ценный игрок»                                      | «Исчезновение Элеанор Ригби» «Интерстеллар» «Фрёкен Юлия» «Самый жестокий год» | Победа    | [ 38 ]        |
| «Выбор критиков»                               | 2018 | «Лучшая женская роль»                                     | «Большая игра»                                                                 | Номинация | [ 39 ]        |
| «Выбор критиков»                               | 2022 | «Лучшая женская роль»                                     | «Глаза Тэмми Фэй»                                                              | Победа    | [ 40 ]        |
| Ассоциация кинокритиков Далласа – Форт-Уэрта   | 2012 | «Лучшая женская роль»                                     | «Цель номер один»                                                              | Победа    | [ 41 ]        |
| Ассоциация кинокритиков Далласа – Форт-Уэрта   | 2014 | «Лучшая женская роль второго плана»                       | «Самый жестокий год»                                                           | 4-е место | [ 42 ]        |
| Ассоциация кинокритиков Далласа – Форт-Уэрта   | 2021 | «Лучшая женская роль»                                     | «Глаза Тэмми Фэй»                                                              | 3-е место | [ 43 ]        |
| Фестиваль американского кино в Довиле          | 2011 | Премия «Новый Голливуд»                                   | —                                                                              | Победа    | [ 44 ]        |
| Фестиваль американского кино в Довиле          | 2014 | Премия за карьерные достижения                            | —                                                                              | Победа    | [ 45 ]        |
| Общество кинокритиков Детройта                 | 2011 | «Лучшая женская роль второго плана»                       | «Укрытие»                                                                      | Номинация | [ 46 ]        |
| Общество кинокритиков Детройта                 | 2011 | «Лучший актёрский состав»                                 | «Прислуга»                                                                     | Номинация | [ 46 ]        |
| Общество кинокритиков Детройта                 | 2011 | «Прорыв года»                                             | «Прислуга» «Укрытие» «Древо жизни»                                             | Победа    | [ 47 ]        |
| Общество кинокритиков Детройта                 | 2012 | «Лучшая женская роль»                                     | «Цель номер один»                                                              | Номинация | [ 48 ]        |
| Общество кинокритиков Детройта                 | 2017 | «Лучшая женская роль»                                     | «Большая игра»                                                                 | Номинация | [ 49 ]        |
| Общество кинокритиков Детройта                 | 2021 | «Лучшая женская роль»                                     | «Глаза Тэмми Фэй»                                                              | Победа    | [ 50 ]        |
| Премия «Дориан»                                | 2012 | Премия «Восходящая звезда»                                | —                                                                              | Номинация | [ 51 ]        |
| Премия «Дориан»                                | 2013 | «Лучшая женская роль»                                     | «Цель номер один»                                                              | Номинация | [ 52 ]        |
| Премия «Драма Деск»                            | 2023 | «Лучшая главная роль в пьесе»                             | «Кукольный дом»                                                                | Победа    | [ 53 ]        |
| Премия Лиги Драмы                              | 2023 | «Выдающееся исполнение»                                   | «Кукольный дом»                                                                | Номинация | [ 54 ]        |
| Премия Лиги Драмы                              | 2023 | «Лучшая постановка пьесы»                                 | «Кукольный дом» (в качестве продюсера)                                         | Победа    | [ 55 ]        |
| Общество кинокритиков Дублина                  | 2011 | «Лучшая женская роль»                                     | «Древо жизни»                                                                  | Победа    | [ 56 ]        |
| Общество кинокритиков Дублина                  | 2011 | «Международный прорыв»                                    | «Прислуга» «Укрытие» «Древо жизни»                                             | Победа    | [ 56 ]        |
| Общество кинокритиков Дублина                  | 2017 | «Лучшая женская роль»                                     | «Опасная игра Слоун»                                                           | 2-е место | [ 57 ]        |
| Кинопремия журнала Empire                      | 2013 | «Лучшая женская роль»                                     | «Цель номер один»                                                              | Номинация | [ 58 ]        |
| Fangoria Chainsaw Awards                       | 2016 | «Лучшая женская роль второго плана»                       | «Багровый пик»                                                                 | Победа    | [ 59 ]        |
| Общество кинокритиков Флориды                  | 2012 | «Лучшая женская роль»                                     | «Цель номер один»                                                              | Победа    | [ 60 ]        |
| Общество кинокритиков Флориды                  | 2014 | «Лучшая женская роль второго плана»                       | «Самый жестокий год»                                                           | Номинация | [ 61 ]        |
| Общество кинокритиков Флориды                  | 2021 | «Лучшая женская роль»                                     | «Глаза Тэмми Фэй»                                                              | 2-е место | [ 62 ]        |
| «Золотой глобус»                               | 2012 | «Лучшая женская роль второго плана»                       | «Прислуга»                                                                     | Номинация | [ 63 ]        |
| «Золотой глобус»                               | 2013 | «Лучшая женская роль в драме»                             | «Цель номер один»                                                              | Победа    | [ 64 ]        |
| «Золотой глобус»                               | 2015 | «Лучшая женская роль второго плана»                       | «Самый жестокий год»                                                           | Номинация | [ 65 ]        |
| «Золотой глобус»                               | 2017 | «Лучшая женская роль в драме»                             | «Опасная игра Слоун»                                                           | Номинация | [ 66 ]        |
| «Золотой глобус»                               | 2018 | «Лучшая женская роль в драме»                             | «Большая игра»                                                                 | Номинация | [ 67 ]        |
| «Золотой глобус»                               | 2022 | «Лучшая женская роль в драме»                             | «Глаза Тэмми Фэй»                                                              | Номинация | [ 68 ]        |
| «Золотой глобус»                               | 2022 | «Лучшая женская роль в мини-сериале или телефильме»       | «Сцены из супружеской жизни»                                                   | Номинация | [ 68 ]        |
| «Золотой глобус»                               | 2023 | «Лучшая женская роль в мини-сериале или телефильме»       | «Джордж и Тэмми»                                                               | Номинация | [ 69 ]        |
| Ассоциация кинокритиков Джорджии               | 2012 | «Лучшая женская роль второго плана»                       | «Древо жизни»                                                                  | Победа    | [ 70 ]        |
| Ассоциация кинокритиков Джорджии               | 2012 | Премия за прорыв                                          | —                                                                              | Победа    | [ 70 ]        |
| Ассоциация кинокритиков Джорджии               | 2013 | «Лучшая женская роль»                                     | «Цель номер один»                                                              | Номинация | [ 71 ]        |
| Ассоциация кинокритиков Джорджии               | 2015 | «Лучшая женская роль второго плана»                       | «Самый жестокий год»                                                           | Номинация | [ 72 ]        |
| Ассоциация кинокритиков Джорджии               | 2018 | «Лучшая женская роль»                                     | «Большая игра»                                                                 | Номинация | [ 73 ]        |
| «Золотая малина»                               | 2020 | «Худшая женская роль второго плана»                       | «Люди Икс: Тёмный Феникс»                                                      | Номинация | [ 74 ]        |
| «Готэм»                                        | 2011 | «Лучший актёрский состав»                                 | «Укрытие»                                                                      | Номинация | [ 75 ]        |
| Голливудский кинофестиваль                     | 2011 | «Прорыв года»                                             | «Древо жизни» «Прислуга» «Расплата» «Кориолан» «Укрытие»                       | Победа    | [ 76 ]        |
| Голливудский кинофестиваль                     | 2011 | «Лучший актёрский состав»                                 | «Прислуга»                                                                     | Победа    | [ 76 ]        |
| Общество кинокритиков Хьюстона                 | 2011 | «Лучшая женская роль второго плана»                       | «Прислуга»                                                                     | Номинация | [ 77 ]        |
| Общество кинокритиков Хьюстона                 | 2012 | «Лучшая женская роль»                                     | «Цель номер один»                                                              | Номинация | [ 78 ]        |
| Общество кинокритиков Хьюстона                 | 2014 | «Лучшая женская роль второго плана»                       | «Самый жестокий год»                                                           | Номинация | [ 79 ]        |
| Общество кинокритиков Хьюстона                 | 2021 | «Лучшая женская роль»                                     | «Глаза Тэмми Фэй»                                                              | Победа    | [ 80 ]        |
| «Независимый дух»                              | 2012 | «Лучшая женская роль второго плана»                       | «Укрытие»                                                                      | Номинация | [ 81 ]        |
| «Независимый дух»                              | 2015 | «Лучшая женская роль второго плана»                       | «Самый жестокий год»                                                           | Номинация | [ 82 ]        |
| «Независимый дух»                              | 2024 | «Лучшая главная роль»                                     | «Память»                                                                       | Номинация | [ 83 ]        |
| Ассоциация киножурналистов Индианы             | 2012 | «Лучшая женская роль»                                     | «Цель номер один»                                                              | Победа    | [ 84 ]        |
| Ассоциация киножурналистов Индианы             | 2014 | «Лучшая женская роль второго плана»                       | «Самый жестокий год»                                                           | Победа    | [ 85 ]        |
| Ассоциация киножурналистов Индианы             | 2016 | «Лучшая женская роль»                                     | «Опасная игра Слоун»                                                           | Номинация | [ 86 ]        |
| Ассоциация киножурналистов Индианы             | 2021 | «Лучшая женская роль»                                     | «Глаза Тэмми Фэй»                                                              | Номинация | [ 87 ]        |
| Ассоциация кинокритиков Айовы                  | 2013 | «Лучшая женская роль»                                     | «Цель номер один»                                                              | Победа    | [ 88 ]        |
| Ирландская премия в области кино и телевидения | 2015 | «Лучшая международная женская роль»                       | «Фрёкен Юлия»                                                                  | Номинация | [ 89 ]        |
| Общество кинокритиков Канзас-Сити              | 2012 | «Лучшая женская роль второго плана»                       | «Древо жизни»                                                                  | Победа    | [ 90 ]        |
| Общество кинокритиков Лас-Вегаса               | 2021 | «Лучшая женская роль»                                     | «Глаза Тэмми Фэй»                                                              | Победа    | [ 91 ]        |
| Премия Лондонской ассоциации кинокритиков      | 2011 | «Актриса года в роли второго плана»                       | «Прислуга»                                                                     | Номинация | [ 92 ]        |
| Премия Лондонской ассоциации кинокритиков      | 2012 | «Актриса года»                                            | «Цель номер один»                                                              | Номинация | [ 93 ]        |
| Премия Лондонской ассоциации кинокритиков      | 2014 | «Актриса года в роли второго плана»                       | «Самый жестокий год»                                                           | Номинация | [ 94 ]        |
| Ассоциация кинокритиков Лос-Анджелеса          | 2011 | «Лучшая женская роль второго плана»                       | «Кориолан» «Расплата» «Прислуга» «Укрытие» «Поля» «Древо жизни»                | Победа    | [ 95 ]        |
| Кинонаграды MTV                                | 2012 | «Лучшая актёрская команда»                                | «Прислуга»                                                                     | Номинация | [ 96 ]        |
| Кинонаграды MTV                                | 2013 | «Лучший испуг»                                            | «Цель номер один»                                                              | Номинация | [ 97 ]        |
| Кинонаграды MTV                                | 2014 | «Лучший испуг»                                            | «Мама»                                                                         | Номинация | [ 98 ]        |
| Национальный совет кинокритиков США            | 2012 | «Лучший актёрский ансамбль»                               | «Прислуга»                                                                     | Победа    | [ 99 ]        |
| Национальный совет кинокритиков США            | 2013 | «Лучшая женская роль»                                     | «Цель номер один»                                                              | Победа    | [ 100 ]       |
| Национальный совет кинокритиков США            | 2015 | «Лучшая женская роль второго плана»                       | «Самый жестокий год»                                                           | Победа    | [ 7 ]         |
| Национальное общество кинокритиков США         | 2012 | «Лучшая женская роль второго плана»                       | «Прислуга» «Укрытие» «Древо жизни»                                             | Победа    | [ 101 ]       |
| Национальное общество кинокритиков США         | 2013 | «Лучшая женская роль»                                     | «Цель номер один»                                                              | 2-е место | [ 102 ]       |
| Общество кинокритиков Нью-Йорка                | 2011 | «Лучшая женская роль второго плана»                       | «Прислуга» «Укрытие» «Древо жизни»                                             | Победа    | [ 103 ]       |
| Общество кинокритиков Нью-Йорка                | 2012 | «Лучшая женская роль»                                     | «Цель номер один»                                                              | 2-е место | [ 104 ]       |
| Общество онлайн кинокритиков Нью-Йорка         | 2011 | «Прорыв года»                                             | «Расплата» «Прислуга» «Укрытие» «Древо жизни»                                  | Победа    | [ 105 ]       |
| Общество онлайн-кинокритиков                   | 2012 | «Лучшая женская роль второго плана»                       | «Древо жизни»                                                                  | Победа    | [ 106 ]       |
| Общество онлайн-кинокритиков                   | 2012 | «Лучший прорыв года»                                      | —                                                                              | Победа    | [ 106 ]       |
| Общество онлайн-кинокритиков                   | 2013 | «Лучшая женская роль»                                     | «Цель номер один»                                                              | Победа    | [ 107 ]       |
| Общество онлайн-кинокритиков                   | 2014 | «Лучшая женская роль второго плана»                       | «Самый жестокий год»                                                           | Номинация | [ 108 ]       |
| Международный кинофестиваль в Палм-Спрингс     | 2011 | Премия «Spotlight»                                        | «Кориолан» «Расплата» «Прислуга» «Укрытие» «Древо жизни»                       | Победа    | [ 109 ]       |
| Международный кинофестиваль в Палм-Спрингс     | 2018 | Премия «Chairman»                                         | «Большая игра»                                                                 | Победа    | [ 110 ]       |
| Международный кинофестиваль в Палм-Спрингс     | 2021 | Премия «Desert Palm Achievement Award»                    | «Глаза Тэмми Фэй»                                                              | Победа    | [ 111 ]       |
| Общество кинокритиков Финикса                  | 2011 | «Лучшая женская роль второго плана»                       | «Прислуга»                                                                     | Номинация | [ 112 ]       |
| Общество кинокритиков Финикса                  | 2012 | «Лучшая женская роль»                                     | «Цель номер один»                                                              | Победа    | [ 113 ]       |
| Общество кинокритиков Финикса                  | 2014 | «Лучшая женская роль второго плана»                       | «Самый жестокий год»                                                           | Номинация | [ 114 ]       |
| Общество кинокритиков Финикса                  | 2017 | «Лучшая женская роль»                                     | «Большая игра»                                                                 | Номинация | [ 115 ]       |
| «Эмми»                                         | 2023 | «Лучшая женскую роль в мини-сериале или фильме»           | «Джордж и Тэмми»                                                               | Номинация | [ 116 ]       |
| Премия Внешнего круга критиков                 | 2023 | «Лучшая женская роль в пьесе»                             | «Кукольный Дом»                                                                | Номинация | [ 117 ]       |
| Общество кинокритиков Сан-Диего                | 2011 | «Исполнитель года»                                        | —                                                                              | Победа    | [ 118 ]       |
| Общество кинокритиков Сан-Диего                | 2011 | «Лучшая женская роль второго плана»                       | «Прислуга»                                                                     | Номинация | [ 119 ]       |
| Общество кинокритиков Сан-Диего                | 2011 | «Лучший актёрский состав»                                 | «Прислуга»                                                                     | Номинация | [ 119 ]       |
| Общество кинокритиков Сан-Диего                | 2012 | «Лучшая женская роль»                                     | «Цель номер один»                                                              | Номинация | [ 120 ]       |
| Общество кинокритиков залива Сан-Франциско     | 2014 | «Лучшая женская роль второго плана»                       | «Самый жестокий год»                                                           | Номинация | [ 121 ]       |
| Общество кинокритиков залива Сан-Франциско     | 2022 | «Лучшая женская роль»                                     | «Глаза Тэмми Фэй»                                                              | Номинация | [ 122 ]       |
| Кинофестиваль в Сан-Себастьяне                 | 2021 | «Лучшая главная роль»                                     | «Глаза Тэмми Фэй»                                                              | Победа    | [ 123 ]       |
| «Спутник»                                      | 2011 | «Лучшая женская роль второго плана»                       | «Древо жизни»                                                                  | Победа    | [ 124 ]       |
| «Спутник»                                      | 2011 | «Лучший актёрский состав в фильме»                        | «Прислуга»                                                                     | Победа    | [ 125 ]       |
| «Спутник»                                      | 2012 | «Лучшая женская роль — драма»                             | «Цель номер один»                                                              | Номинация | [ 126 ]       |
| «Спутник»                                      | 2018 | «Лучшая женская роль — драма»                             | «Большая игра»                                                                 | Номинация | [ 127 ]       |
| «Спутник»                                      | 2022 | «Лучшая женская роль — драма»                             | «Глаза Тэмми Фэй»                                                              | Номинация | [ 128 ]       |
| «Спутник»                                      | 2023 | «Лучшая женская роль — драма»                             | «Добрый медбрат»                                                               | Номинация | [ 129 ]       |
| «Сатурн»                                       | 2012 | «Лучшая киноактриса»                                      | «Укрытие»                                                                      | Номинация | [ 130 ]       |
| «Сатурн»                                       | 2013 | «Лучшая киноактриса»                                      | «Цель номер один»                                                              | Номинация | [ 131 ]       |
| «Сатурн»                                       | 2015 | «Лучшая киноактриса второго плана»                        | «Интерстеллар»                                                                 | Номинация | [ 11 ]        |
| «Сатурн»                                       | 2016 | «Лучшая киноактриса»                                      | «Марсианин»                                                                    | Номинация | [ 13 ]        |
| «Сатурн»                                       | 2016 | «Лучшая киноактриса второго плана»                        | «Багровый пик»                                                                 | Победа    | [ 12 ]        |
| Премия Гильдии киноактёров США                 | 2012 | «Лучшая женская роль второго плана»                       | «Прислуга»                                                                     | Номинация | [ 132 ]       |
| Премия Гильдии киноактёров США                 | 2012 | «Лучший актёрский состав в игровом кино»                  | «Прислуга»                                                                     | Победа    | [ 132 ]       |
| Премия Гильдии киноактёров США                 | 2013 | «Лучшая женская роль»                                     | «Цель номер один»                                                              | Номинация | [ 133 ]       |
| Премия Гильдии киноактёров США                 | 2022 | «Лучшая женская роль»                                     | «Глаза Тэмми Фэй»                                                              | Победа    | [ 134 ]       |
| Премия Гильдии киноактёров США                 | 2023 | «Лучшая женская роль в телефильме или мини-сериале»       | «Джордж и Тэмми»                                                               | Победа    | [ 135 ]       |
| Международный кинофестиваль в Сиэтле           | 2008 | «Лучшая женская роль»                                     | «Джолин»                                                                       | Победа    | [ 136 ]       |
| Ассоциация кинокритиков Сент-Луиса             | 2011 | «Лучшая женская роль второго плана»                       | «Древо жизни»                                                                  | Номинация | [ 77 ]        |
| Ассоциация кинокритиков Сент-Луиса             | 2012 | «Лучшая женская роль»                                     | «Цель номер один»                                                              | Победа    | [ 41 ]        |
| Ассоциация кинокритиков Сент-Луиса             | 2014 | «Лучшая женская роль второго плана»                       | «Самый жестокий год»                                                           | Номинация | [ 137 ]       |
| Ассоциация кинокритиков Сент-Луиса             | 2021 | «Лучшая женская роль»                                     | «Глаза Тэмми Фэй»                                                              | 2-е место | [ 138 ]       |
| Teen Choice Awards                             | 2016 | «Лучшая киноактриса драмы»                                | «Марсианин»                                                                    | Номинация | [ 139 ]       |
| Teen Choice Awards                             | 2016 | «Лучший фильм: Поцелуй»                                   | «Белоснежка и охотник 2»                                                       | Номинация | [ 139 ]       |
| «Тони»                                         | 2023 | «Лучшая женская роль в пьесе»                             | «Кукольный дом»                                                                | Номинация | [ 16 ]        |
| «Тони»                                         | 2023 | «Лучшая постановка возрождённой пьесы»                    | «Кукольный дом» (в качестве продюсера)                                         | Номинация | [ 16 ]        |
| Ассоциация кинокритиков Торонто                | 2011 | «Лучшая женская роль второго плана»                       | «Укрытие»                                                                      | Победа    | [ 140 ]       |
| Ассоциация кинокритиков Торонто                | 2011 | «Лучшая женская роль второго плана»                       | «Древо жизни»                                                                  | 2-е место | [ 140 ]       |
| Ассоциация кинокритиков Торонто                | 2012 | «Лучшая женская роль»                                     | «Цель номер один»                                                              | 2-е место | [ 141 ]       |
| Кинофестиваль в Торонто                        | 2021 | Награда Tribute Award                                     | —                                                                              | Победа    | [ 142 ]       |
| Ассоциация кинокритиков Юты                    | 2012 | «Лучшая женская роль»                                     | «Цель номер один»                                                              | Победа    | [ 143 ]       |
| Ассоциация кинокритиков Юты                    | 2014 | «Лучшая женская роль второго плана»                       | «Самый жестокий год»                                                           | Победа    | [ 144 ]       |
| Круг кинокритиков Ванкувера                    | 2012 | «Лучшая женская роль второго плана»                       | «Прислуга» «Укрытие» «Древо жизни»                                             | Победа    | [ 145 ]       |
| Круг кинокритиков Ванкувера                    | 2013 | «Лучшая женская роль»                                     | «Цель номер один»                                                              | Победа    | [ 146 ]       |
| Круг кинокритиков Ванкувера                    | 2015 | «Лучшая женская роль второго плана»                       | «Самый жестокий год»                                                           | Номинация | [ 147 ]       |
| Круг кинокритиков Ванкувера                    | 2022 | «Лучшая женская роль»                                     | «Глаза Тэмми Фэй»                                                              | Номинация | [ 148 ]       |
| Венецианский кинофестиваль                     | 2011 | Премия Gucci для женщин в киноиндустрии                   | «Древо жизни»                                                                  | Победа    | [ 149 ]       |
| Список фильмов газеты The Village Voice        | 2011 | «Лучшая женская роль второго плана»                       | «Укрытие»                                                                      | 3-е место | [ 150 ]       |
| Список фильмов газеты The Village Voice        | 2011 | «Лучшая женская роль второго плана»                       | «Древо жизни»                                                                  | 8-е место | [ 150 ]       |
| Список фильмов газеты The Village Voice        | 2012 | «Лучшая женская роль»                                     | «Цель номер один»                                                              | 3-е место | [ 151 ]       |
| Ассоциация кинокритиков Вашингтона             | 2011 | «Лучший актёрский состав»                                 | «Прислуга»                                                                     | Номинация | [ 152 ]       |
| Ассоциация кинокритиков Вашингтона             | 2012 | «Лучший актёрский состав»                                 | «Цель номер один»                                                              | Номинация | [ 153 ]       |
| Ассоциация кинокритиков Вашингтона             | 2012 | «Лучшая женская роль»                                     | «Цель номер один»                                                              | Победа    | [ 153 ]       |
| Ассоциация кинокритиков Вашингтона             | 2014 | «Лучшая женская роль второго плана»                       | «Самый жестокий год»                                                           | Номинация | [ 154 ]       |
| Круг женщин-кинокритиков                       | 2011 | «Лучший женский ансамбль»                                 | «Прислуга»                                                                     | Победа    | [ 155 ]       |
| Круг женщин-кинокритиков                       | 2011 | «Лучшая актриса»                                          | «Расплата» «Прислуга»                                                          | Номинация | [ 155 ]       |
| Круг женщин-кинокритиков                       | 2014 | Право женщин на мужские роли в кино                       | «Интерстеллар»                                                                 | Победа    | [ 156 ]       |
| Круг женщин-кинокритиков                       | 2017 | Премия The Invisible Woman Award                          | «Жена смотрителя зоопарка»                                                     | Номинация | [ 157 ]       |
| Кинофестиваль в Цюрихе                         | 2023 | Премия «Золотая икона»                                    | —                                                                              | Победа    | [ 158 ]       |

## Комментарии
1. ↑  Некоторые группы награждения не просто присуждают одного победителя, они отмечают несколько лауреатов и занимают призовые места. Поскольку это особое признание и отличается от потери награды, упоминания, занимающие второе место, считаются победами при подсчёте наград. Для упрощения и ухода от ошибок предполагается, что каждая награда в этом списке имела предварительную номинацию.
2. 1 2 3 4 5 6 7 8 9 10 11 12 13 14  Совместно с актёрским составом
3. ↑  Совместно с Энн Хэтэуэй (за роль в фильме «Отверженные»).
4. ↑  Совместно с Шоном Хейсом (за роль в пьесе «Спокойной ночи, Оскар»).
5. 1 2  Совместно с Дженнифер Лоуренс (за роль в фильме «Мой парень — псих»).
6. ↑  Совместно с Оливией Колман (за роль в фильме «Незнакомая дочь»).
7. ↑  Совместно с Крисом Хемсвортом.
8. ↑  Совместно с Шейлин Вудли (за роль в фильме «Потомки»).
9. ↑  Совместно с Эмманюэль Рива (за роль в фильме «Любовь»).